# Columbus (filme)
Columbus é um filme de drama estadunidense de 2017 dirigido e escrito por Kogonada. Protagonizado por John Cho, Haley Lu Richardson, Parker Posey, Rory Culkin, Michelle Forbes e Jim Dougherty, estreou no Festival Sundance de Cinema em 22 de janeiro.

## Elenco
- John Cho - Jin
- Haley Lu Richardson - Casey
- Parker Posey - Eleanor
- Rory Culkin - Gabriel
- Michelle Forbes - Maria
- Jim Dougherty - Aaron
- Erin Allegretti - Emma
- Rosalyn R. Ross - Christine
- Lindsey Shope - Sarah
- Shani Salyers Stiles - Vanessa